# Russ Conway

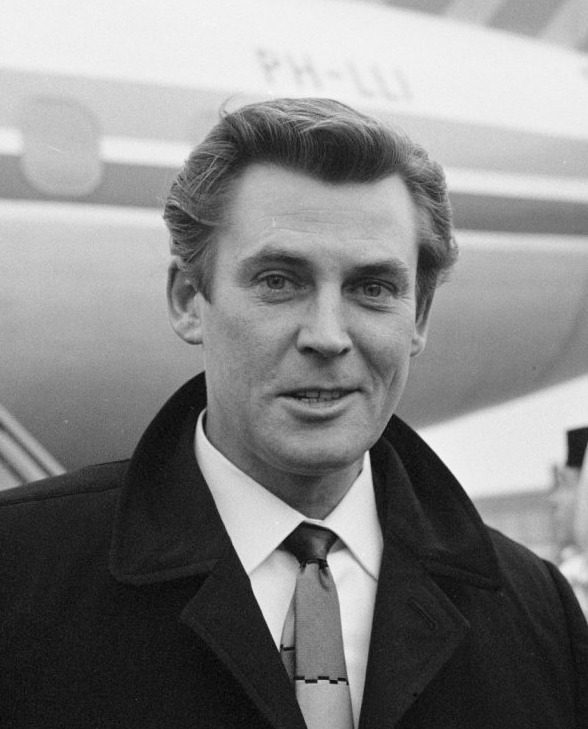
Russ Conway in 1962

Russ Conway, geboren als Trevor Stanford (Bristol, 2 september 1925 – Eastbourne, 16 november 2000), was een Brits pianist.

## Loopbaan
Een van zijn bekendste hits was wel 'Lesson one' (1962), waarbij men de indruk kan krijgen dat pianospelen heel snel te leren is.
Conway componeerde veel van zijn hits zelf. In totaal maakte hij twintig singles, waarvan er twee een nummer 1-plaats in de hitlijsten behaalden en vijf de top tien bereikten. Daarnaast maakte hij zeven lp's (albums), waarvan er zes hun weg naar de albumtoptien vonden.
Conway overleed aan maagkanker.

## Discografie

### Lp's
- Pack up your troubles (1958)
- Songs to sing in your bath (1959)
- Family favourites (1959)
- Time to celebrate (1959)
- My concerto for you (1960)
- Party time (1960)
- Time to play (1966)
- Russ Conway presents 24 piano greats (1977)

### Singles
- Party pops (1957)
- Got a match (1958)
- More party pops (1958)
- The world outside (1959)
- Side saddle (1959)
- Roulette (1959)
- China tea (1959)
- Snow coach (1959)
- More and more party pops (1959)
- Royal event (1960)
- Fings ain't wot they used to be (1960)
- Lucky five (1960)
- Passing breeze (1960)
- Even more party pops (1960)
- Pepe (1961)
- Pablo (1961)
- Say it with flowers (1961)
- Toy balloons (1961)
- Lesson one (1962)
- Always you and me (1962)

## Trivia
- André van Duin gebruikte de intro van 'Lesson one' voor Willy Alberti bedankt, een parodie op 'Juliana bedankt' van Willy Alberti, welke in 1980 uitkwam. Het was een antwoordlied op de ode van Alberti aan het adres van koningin Juliana. Het gebruik van de intro van 'Lesson one' impliceerde het oefenen op de piano door Pieter van Vollenhoven, die in zijn vrije tijd graag voornoemd instrument bespeelt.